# Pietro De Silva
Pietro de Silva (Roma, 28 dicembre 1954) è un attore e commediografo italiano.

## Biografia
Attore duttile,  Pietro De Silva comincia la carriera al teatro in maniera quasi casuale per poi affermarsi dal 1978 in compagnie stabili come quella di Gigi Proietti. Approda poi al cinema all'inizio degli anni '80 ne Il minestrone di Sergio Citti, protagonista Roberto Benigni. Proprio Benigni lo chiamerà quindici anni più tardi ad interpretare ne La vita è bella la parte di un detenuto in un campo di sterminio nazista.
Per il grande schermo viene chiamato in seguito dai Fratelli Taviani, Marco Bellocchio, Sergio Castellitto e Massimiliano Bruno. È noto al grande pubblico per la sua partecipazione a numerose serie televisive, soprattutto ne Il capo dei capi (2007), dove ha interpretato il ruolo di Boris Giuliano.

## Filmografia parziale

### Cinema
- Il minestrone, regia di Sergio Citti (1981)
- E la nave va, regia di Federico Fellini (1983)
- Sing Sing, regia di Sergio Corbucci (1983)
- Il Bi e il Ba, regia di Maurizio Nichetti (1986)
- Quando eravamo repressi, regia di Pino Quartullo (1992)
- Le donne non vogliono più, regia di Pino Quartullo (1993)
- Croce e delizia, regia di Luciano De Crescenzo (1995)
- La classe non è acqua, regia di Cecilia Calvi (1997)
- Un amore di strega, regia di René Manzor (1997)
- La vita è bella, regia di Roberto Benigni (1997)
- Cartoni animati, regia di Sergio e Franco Citti (1997)
- Le faremo tanto male, regia di Pino Quartullo (1998)
- Tu ridi, regia di Paolo e Vittorio Taviani (1998)
- I fobici, regia di Giancarlo Scarchilli (1999)
- Si fa presto a dire amore, regia di Enrico Brignano (2000)
- Blek Giek, regia di Enrico Caria (2001)
- L'ora di religione, regia di Marco Bellocchio (2002)
- Bimba - È clonata una stella, regia di Sabina Guzzanti (2002)
- Non ti muovere, regia di Sergio Castellitto (2004)
- Il resto di niente, regia di Antonietta De Lillo (2004)
- Anche libero va bene, regia di Kim Rossi Stuart (2006)
- Cronaca di un rapimento, regia di Guido Tortorella – cortometraggio (2008)
- Liberiamo qualcosa, regia di Guido Tortorella – cortometraggio (2009)
- Iago, regi di Volfango De Biasi (2009)
- Feisbum - Il film, registi vari (2009)
- Amore 14, regia di Federico Moccia (2009)
- Henry, regia di Alessandro Piva (2010)
- Oggi gira così, regia di Sydney Sibilia – cortometraggio (2010)
- Nessuno mi può giudicare, regia di Massimiliano Bruno (2011)
- L'era legale, regia di Enrico Caria (2011)
- Una domenica notte, regia di Giuseppe Marco Albano (2013)
- A questo punto..., regia di Antonio Losito – cortometraggio (2014)
- Una storia sbagliata, regia di Gianluca Maria Tavarelli (2014)
- Maria, regia di Francesco Afro De Falco – cortometraggio (2016)
- Una gita a Roma, regia di Karin Proia (2016)
- Non nuotate in quel fiume, regia di Roberto Albanesi (2016)
- Notte di quiete, regia di Daniele Malavolta (2016)
- Daitona, regia di Lorenzo Giovenga (2016)
- Beata ignoranza, regia di Massimiliano Bruno (2017)
- Aeffetto Domino, regia Fabio Massa (2017)
- La voce del terremoto, regia di Alberto De Venezia (2018)
- Anche senza di te, regia di Francesco Bonelli (2018)
- Una semplice verità, regia di Cinzia Mirabella  (2018)
- Questo è lavoro, regia di Federico Caponera – cortometraggio (2018)
- Domani è un altro giorno, regia di Simone Spada (2019)
- Aquile randagie, regia di Gianni Aureli (2019)
- Oltre i giganti, regia di Marco Renda – cortometraggio (2020)
- Psychedelic, regia di Davide Cosco (2021)
- L'amore ti salva sempre, regia di Antonio Andrisani e Vito Cea (2022)
- La caccia, regia de Marco Bocci (2023)
- I migliori giorni, regia di Massimiliano Bruno ed Edoardo Leo (2023)
- Avorio nero, regia di Emiliano Canova – mediometraggio (2023)
- Dino's Dark Room. La storia del fotografo Dino Pedriali, regia di Corrado Rizza – documentario (2023)
- Golia, regia di Roberto Marra e Stefano Salvatori (2023)
- 1996 - La fabbrica sta bruciando, regia di Pietro Castellitto – cortometraggio (2024)

### Televisione
- Due di tutto – programma TV, 6 puntate (1982)
- Un medico in famiglia – serie TV, episodio 1x19 (1998)
- Le madri, regia di Angelo Longoni – film TV (1999)
- Padre Pio - Tra cielo e terra, regia di Giulio Base – miniserie TV (2000)
- Gioco a incastro, regia di Enzo G. Castellari – film TV (2000)
- Distretto di Polizia – serie TV, episodio 2x02 (2001)
- Le ragioni del cuore, regia di Luca Manfredi, Anna Di Francisca e Alberto Simone – miniserie TV (2000)
- Valeria medico legale – serie TV, episodio 2x03 (2002)
- Le ragazze di Miss Italia, regia di Dino Risi – film TV (2002)
- Cuore di donna, regia di Franco Bernini – film TV (2002)
- La squadra – serie TV, episodio 2x31 (2003)
- La omicidi – serie TV, 6 episodi (2004)
- Don Matteo – serie TV, episodio 5x14 (2006)
- Giovanni Falcone - L'uomo che sfidò Cosa Nostra, regia di Andrea e Antonio Frazzi – miniserie TV (2006)
- Boris – serie TV, episodio 1x04 (2007)
- Il capo dei capi, regia di Enzo Monteleone e Alexis Sweet – miniserie TV (2007)
- I liceali – serie TV, episodi 2x01-2x02-2x03 (2009)
- La scelta di Laura – serie TV, episodi 1x01-1x02 (2009)
- Il mostro di Firenze, regia di Antonello Grimaldi – miniserie TV (2009)
- R.I.S. Roma - Delitti imperfetti – serie TV, 5 episodi (2011)
- Sarò sempre tuo padre, regia di Lodovico Gasparini – miniserie TV (2011)
- Il giovane Montalbano – serie TV, episodio 1x01 (2012)
- Trilussa - Storia d'amore e di poesia, regia di Lodovico Gasparini – miniserie TV (2013)
- Le mani dentro la città – serie TV, episodio 1x01 (2014)
- I delitti del BarLume – serie TV, episodio 4x01 (2017)
- Il bello delle donne... alcuni anni dopo – serie TV, episodio 1x01 (2017)

### Videoclip
- Brahmanelporto – Le muchace (2016)
- Giordana Angi – Tuttapposto (2021)

### Web
- Un Natale da Boomer, regia di Giacomo Spaconi (2021)

## Riconoscimenti
- 2017 – Premio Vincenzo Crocitti International
- 2020 – Festival Tulipani di Seta Nera
  - Premio Miglior attore per Questo è lavoro